# Política de Canoas

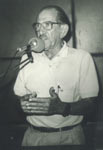
Hugo Lagranha

A história política de Canoas começa em 1940 com a nomeação do primeiro prefeito: Edgar Braga da Fontoura, nomeado pelo coronel Oswaldo Cordeiro de Farias, interventor federal do Rio Grande do Sul na época. Desde então, mais de 20 prefeitos já passaram pela Prefeitura Municipal. Hugo Simões Lagranha foi prefeito em cinco oportunidades, somando quase 20 anos no cargo. Em 2000, Marcos Antônio Ronchetti (PSDB), foi eleito, e em 2004 foi reeleito para um novo mandato. Em 2008, Jairo Jorge da Silva, do PT,  foi eleito no segundo turno das eleições de 2008, sendo reeleito em primeiro turno em 2012. 
Quando há eleições, Canoas é um importante ponto de campanha para um grande número de candidatos a diversos cargos, inclusive candidatos a presidência da república. Isso se dá, principalmente, devido a grande população da cidade e sua importância dentro do estado.
Em 2006, Canoas foi fundamental para a eleição dos deputados federais Luiz Carlos Busato (PTB) e Marco Maia (PT). O senador Paulo Paim (PT) também tem sua base política na cidade.
Em 2012, o TRE-RS divulgou o número de eleitores da cidade: 
- Total de eleitores: 228.802

## Câmara de Vereadores
A câmara municipal, criada em 1947, é composta atualmente por vinte e um vereadores. Os vereadores e as legislaturas são os seguintes:

### 17ª Legislatura (2017–2020)
Estes são os vereadores eleitos nas eleições de 2 de outubro de 2016:
|    | Nome                                                               | Partido                                            | Votos | %    | Observações |
| -- | ------------------------------------------------------------------ | -------------------------------------------------- | ----- | ---- | ----------- |
| 1  | Dario Francisco da Silveira (General Câmara, 23.03.1964–)          | Partido Democrático Trabalhista (PDT)              | 3.555 | 2,07 | 2º mandato  |
| 2  | Carlos Alexandre Gonçalves (2018) (Porto Alegre, 04.08.1969–)      | Partido Popular Socialista (PPS)                   | 3.377 | 1,97 | 2º mandato  |

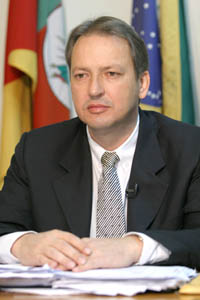
Marcos Ronchetti

| 3  | Paulo Rogério Ambieda, Paulinho de Odé (Canoas, 02.08.1971–)       | Partido dos Trabalhadores (PT)                     | 3.364 | 1,96 | 2º mandato  |
| 4  | Jozir Bernardes Prestes, Patteta (Guaporé, 23.04.1963–)            | Partido Progressista (PP)                          | 3.295 | 1,92 | 2º mandato  |
| 5  | César Augusto Ribas Moreira (Canoas, 30.04.1980–)                  | Partido Republicano Brasileiro (PRB)               | 3.221 | 1,88 | 2º mandato  |
| 6  | José Carlos Patrício (2020) (Canoas, 09.11.1961–)                  | Partido Social Democrático (PSD)                   | 3.111 | 1,81 | 2º mandato  |
| 7  | Cezar Paulo Mossini (2019) (Horizontina, 27.02.1968–)              | Partido do Movimento Democrático Brasileiro (PMDB) | 2.868 | 1,67 | 2º mandato  |
| 8  | Aloísio Bamberg (Itapiranga, 08.09.1958–)                          | Partido Comunista do Brasil (PCdoB)                | 2.827 | 1,65 | 2º mandato  |
| 9  | Emílio Millan Neto (Canoas, 25.12.1965–)                           | Partido dos Trabalhadores (PT)                     | 2.612 | 1,52 | 2º mandato  |
| 10 | Humberto da Silva Araújo, Betinho (Butiá, 15.07.1965–)             | Partido Trabalhista Brasileiro (PTB)               | 2.596 | 1,51 | 2º mandato  |
| 11 | Bráulio Santana Pedroso (Porto Alegre, 06.04.1973–)                | Partido Trabalhista Brasileiro (PTB)               | 2.449 | 1,43 | 1º mandato  |
| 12 | Marcus Vinícius Machado, Quinho (Porto Alegre, 07.05.1964–)        | Partido Democrático Trabalhista (PDT)              | 2.344 | 1,37 | 1º mandato  |
| 13 | Juares Carlos Hoy (2017) (Rio Pardo, 15.11.1956–)                  | Partido Trabalhista Brasileiro (PTB)               | 2.326 | 1,36 | 2º mandato  |
| 14 | José Carlos Claudino, Canhoto (Canoas, 13.06.1962–)                | Solidariedade (SD)                                 | 2.310 | 1,35 | 1º mandato  |
| 15 | Maria Eunice Dias Wolf (Canoas, 02.08.1958–)                       | Partido dos Trabalhadores (PT)                     | 2.186 | 1,28 | 1º mandato  |
| 16 | Márcio Cristiano Prado de Freitas (Canoas, 14.09.1972–)            | Partido Democrático Trabalhista (PDT)              | 2.165 | 1,26 | 1º mandato  |
| 17 | Ivo Fiorotti (Carlos Barbosa, 26.05.1959–)                         | Partido dos Trabalhadores (PT)                     | 2.095 | 1,22 | 2º mandato  |
| 18 | Eric Douglas Dorneles Feijó, Fera (Canoas, 17.07.1983–)            | Partido Trabalhista Brasileiro (PTB)               | 2.080 | 1,21 | 1º mandato  |
| 19 | Eracildo Guilherme Linck, da Auto Escola (Canoas, 21.05.1954–)     | Partido do Movimento Democrático Brasileiro (PMDB) | 1.889 | 1,10 | 1º mandato  |
| 20 | Gilson dos Santos Oliveira (São Luís Gonzaga, 15.02.1966–)         | Partido Progressista (PP)                          | 1.836 | 1,07 | 1º mandato  |
| 21 | Cristiano Ferreira Moraes, Cris Moraes (Porto Alegre, 15.07.1977–) | Partido Verde (PV)                                 | 1.269 | 0,74 | 1º mandato  |

### 16ª Legislatura (2013–2016)
Estes são os vereadores eleitos nas eleições de 7 de outubro de 2012:
|    | Nome                                                                            | Partido                                            | Votos | %    | Observações |
| -- | ------------------------------------------------------------------------------- | -------------------------------------------------- | ----- | ---- | ----------- |
| 1  | Airton José de Souza (Tenente Portela, 06.01.1967–)                             | Partido Progressista (PP)                          | 5.241 | 2,86 | 1º mandato  |
| 2  | Gemelson Sperandio Pompeu, Dr. Pompeu (Passo Fundo, 22.04.1963–)                | Partido Trabalhista Brasileiro (PTB)               | 4.695 | 2,57 | 1º mandato  |
| 3  | Cezar Paulo Mossini (Horizontina, 27.02.1968–)                                  | Partido do Movimento Democrático Brasileiro (PMDB) | 3.865 | 2,11 | 1º mandato  |
| 4  | Marcos Antonio Ronchetti, Dr. Ronchetti (Encantado, 27.11.1956–)                |                                                    | 3.710 | 2,03 | 1º mandato  |
| 5  | Aloísio Bamberg (Itapiranga, 08.09.1958–)                                       |                                                    | 3.577 | 1,95 | 1º mandato  |
| 6  | Dario Francisco da Silveira (General Câmara, 23.03.1964–)                       |                                                    | 3.543 | 1,94 | 1º mandato  |
| 7  | Jozir Bernardes Prestes, Patteta (Guaporé, 23.04.1963–)                         | Partido do Movimento Democrático Brasileiro (PMDB) | 3.287 | 1,80 | 1º mandato  |
| 8  | Juares Carlos Hoy (10 a 12.2013) (Rio Pardo, 15.11.1956–)                       | Partido Democrático Trabalhista (PDT)              | 2.948 | 1,61 | 1º mandato  |
| 9  | Humberto da Silva Araújo, Betinho do Cartório (Butiá, 15.07.1965–)              | Partido Trabalhista Brasileiro (PTB)               | 2.828 | 1,55 | 1º mandato  |
| 10 | Walmor Solano Herrmann, Dr. Walmor (01 a 09.2013) (Arroio do Meio, 11.08.1936–) | Partido Democrático Trabalhista (PDT)              | 2.821 | 1,54 | 1º mandato  |
| 11 | César Augusto Ribas Moreira (Canoas, 30.04.1980–)                               | Partido Republicano Brasileiro (PRB)               | 2.778 | 1,52 | 1º mandato  |
| 12 | Paulo Roberto Ritter (2015-2016) (Canoas, 12.11.1963–)                          | Partido dos Trabalhadores (PT)                     | 2.762 | 1,51 | 1º mandato  |
| 13 | Paulo Rogério Ambieda, Paulinho de Odé (Canoas, 02.08.1971–)                    | Partido dos Trabalhadores (PT)                     | 2.708 | 1,48 | 1º mandato  |
| 14 | Emílio Millan Neto (Canoas, 25.12.1965–)                                        | Partido dos Trabalhadores (PT)                     | 2.679 | 1,46 | 1º mandato  |
| 15 | Ivo Fiorotti (Carlos Barbosa, 26.05.1959–)                                      | Partido dos Trabalhadores (PT)                     | 2.391 | 1,31 | 1º mandato  |
| 16 | José Carlos Patrício (Canoas, 09.11.1961–)                                      | Partido Social Democrático (PSD)                   | 2.366 | 1,29 | 1º mandato  |
| 17 | Pedro Roberto Bueno Pinto (Quaraí, 04.09.1956–)                                 | Partido dos Trabalhadores (PT)                     | 2.282 | 1,25 | 1º mandato  |
| 18 | Ivo da Silva Lech (2014) (Canoas, 19.05.1948–)                                  | Partido do Movimento Democrático Brasileiro (PMDB) | 1.761 | 0,96 | 1º mandato  |
| 19 | José Francisco Nunes, da Mensagem (Canoas, 28.01.1968–)                         | Partido Socialista Brasileiro (PSB)                | 1.751 | 0,96 | 1º mandato  |
| 20 | Celso Jancke, Celso do Concórdia (Tucunduva, 08.07.1957–)                       | Partido Progressista (PP)                          | 1.468 | 0,80 | 1º mandato  |
| 21 | Carlos Alexandre Gonçalves (Porto Alegre, 04.08.1969–)                          | Partido da República (PR)                          | 1.326 | 0,72 | 1º mandato  |

## Legenda
| cor  | significado          |
| Bege | Presidente da Câmara |
| Azul | Suplente             |